# Pokimane
伊瑪妮·安尼斯（阿拉伯语：‎，羅馬化：Imān Anīs；1996年5月14日—），較廣為人知的是其化名Pokimane，加拿大Twitch實況主與YouTuber，主要因其在Twitch上的遊戲直播而知名，且多為《英雄聯盟》、《堡垒之夜 大逃杀》和《无畏契约》

## 早年生活
安尼斯在1996年5月14日出生於摩洛哥卡薩布蘭卡，父母皆從事教師的工作，同時有一個比她大三歲的哥哥。她四歲時隨父母移民至加拿大魁北克，之後改為定居安大略。安尼斯第一次接觸電子遊戲是在三年級左右的時候，原因是她經常看到其哥哥玩電腦，且大多數遊玩大型多人線上遊戲，而在NDS或GameCube上的《超級瑪利歐》、《薩爾達傳說》和《精灵宝可梦》等經典亦有涉獵。安尼斯在七年級那年從原本的法語學校轉至普通的中學，她在九年級當選學級代表，並在接續的年級成為學生會成員。
到了十年級至十二年級的時候，安尼斯眼看自己身邊的同學大多沉溺在派對和毒品之中，決定僅與少數朋友保持關係，減少與他人的交流。而她亦在這時段內把大量的時間花在《英雄聯盟》上，並認識了多位網友，其中一位向其介紹了Twitch.tv，不久後她便以由《精灵宝可梦》（Pokémon）和其名字伊瑪妮（Imane）組合而成的「Pokimane」為化名開始實況。以93分的平均成績畢業後，安尼斯到麥克馬斯特大學修讀化學工程，但在大二時便中途輟學，以專注其實況生涯。

## Twitch實況
安尼斯已經在Twitch上直播多年，其頻道在2017年時有著約45萬名追隨者，使她成為該平台上前一百名擁有最多追隨數的人。由於「Pokimane」在2017年的崛起，肖蒂獎把安尼斯評為該年度的最佳Twitch實況主。肖蒂獎提到之所以能在Twitch上打響名堂，是因為其《英雄聯盟》遊戲實況。另外，她也曾在《英雄聯盟》的新模式「閃電急擊」預告片中客串出現。
安尼斯還因其《堡垒之夜 大逃杀》的實況而聞名，而她最初只把該遊戲當作其中一個贊助商。在E3 2018上，
要塞英雄系列的開發商Epic Games舉辦了一場Pro-am，該活動會配對實況主和知名人士一同遊玩《要塞英雄 大逃殺》，而安尼斯則與藝名為「Desiigner」的饒舌歌手西德尼·羅耶爾·塞爾比三世（Sidney Royel Selby III）同組。
作為Twitch上其中一位最有名的實況主，安尼斯與他們有著直接的合作關係。2018年7月，Twitch揀選她成為2018年TwitchCon的其中一位大使，而TwitchCon大使本身是一個負責大力宣傳該活動的人。同月的晚些時候，Twitch還安排安尼斯作為Twitch Creator Camp的合作夥伴，以指導一些內容創作者創建高質量的內容。
科技新聞網站Digital Trends描述安尼斯有著非常適合長時間實況的「悠閒卻不失熱情的個性」。網站還詳細說明了她經常與觀眾互動，還會作各式各樣的Vlog和播客。此外，Social Blad還把安尼斯的「Pokimane」列為Twitch第21多追隨者的頻道。

## YouTube
除了在Twitch上實況外，安尼斯還創建了兩個分別名叫「Pokimane」和「Poki ASMR」的活躍頻道，前者包含其遊戲影片，Vlog和播客剪輯，後者則為ASMR。談到她的ASMR影片時，安尼斯表示：「ASMR不是什麼色情的事物，我不希望人們把它草草理解成色色的東西」，並指出有很多觀眾會用她的ASMR影片助他入睡。
安尼斯還是由多個YouTube內容創作者創立的「Offline TV」的成員。談到其頻道時，她表示：「當實況主卻只能孤身一人，這實在太無聊了，所以我們決定以一種方式聚集在一起，這樣我們不僅可以保持彼此之間的關係，還可以合作做出一些好的影片給粉絲觀看」。

## 個人生活
在2017年3月取得美國簽證前，安尼斯都與其家人同居，之後她便搬到有著Scarra、LilyPichu、Fedmyster和MarkZ等人的「Offline TV」加州實況屋居住。
安尼斯能說流利的法語和英語，除此之外還懂一定程度的摩洛哥阿拉伯語。

## 演出作品

### 電影
| 年份   | 片名         | 導演      | 飾演   | 備註         |
| 2021年 | 《脫稿玩家》 | 薛恩·李維 | 直播主 | 客串特別演出 |

## 獎項與提名
| 年份 | 獎項       | 類別             | 結果 | 來源   |
| ---- | ---------- | ---------------- | ---- | ------ |
| 2018 | 肖蒂獎     | 年度Twitch實況主 | 獲獎 | [ 4 ]  |
| 2018 | 自由流動獎 | 實況主           | 提名 | [ 18 ] |
| 2018 | 遊戲大獎   | 年度內容創作者   | 提名 | [ 19 ] |